# Juan Díaz (Boxer)
Juan Díaz (* 17. September 1983 in Houston, Texas) ist ein US-amerikanischer Profiboxer mexikanischer Abstammung und ehemaliger Leichtgewichtsweltmeister der Verbände WBA, WBO, IBF und IBO.

## Amateur
Díaz hatte als Amateur eine Bilanz von 105 Siegen bei nur 5 Niederlagen. Er gewann die mexikanischen Meisterschaften 1999 und die mexikanische Olympiaausscheidung im Jahre 2000, durfte aber aufgrund seines Alters von nur 16 Jahren nicht zu den Olympischen Spielen nach Sydney fahren.

## Profi
Noch im Jahre 2000 wurde er im Alter von 16 Jahren Profiboxer. Er gewann sein Debüt am 23. Juni 2000 durch K. o. in der ersten Runde gegen Rafael Ortiz (Bilanz: 7 Siege – 3 Niederlagen). Auch in seinen nächsten 32 Kämpfen blieb er unbesiegt. Am 10. Mai 2003 gewann er die Jugendweltmeisterschaft der WBC durch Punktesieg gegen Eleazar Contreras (19-2) und verteidigte den Titel gegen Francisco Lorenzo (18-1) und Joel Perez (34-6). Nach einem weiteren Sieg gegen Martin O’Malley (21-2), boxte er am 17. Juli 2004 in Houston um den WBA-Weltmeistertitel gegen Lakva Sim (19-3) und gewann einstimmig nach Punkten. Den Titel verteidigte er bis November 2006 gegen Julien Lorcy (56-3), Billy Irwin (42-5), José Cotto (27-0), Randy Suico (24-2) und Fernando Angulo (18-3).
Am 28. April 2007 gewann er zusätzlich den WBO-WM-Titel durch einen vorzeitigen Sieg gegen den Brasilianer Acelino Freitas (38-1). Am 13. Oktober 2007 erhielt er außerdem den IBF-WM-Titel durch einen t.K.o.-Sieg gegen Julio Díaz (34-3). Seine drei WM-Gürtel verlor er schließlich am 8. März 2008 im mexikanischen Cancun durch eine knappe Punktniederlage an den US-Amerikaner Nate Campbell (31-5).
Im September 2008 gewann er nach Punkten gegen Michael Katsidis (23-1), erhielt dadurch die IBO-WM und boxte am 28. Februar 2009 in Houston gegen Juan Márquez (49-4) um die zusätzlichen WM-Titel der WBA und WBO. In diesem aggressiven und schlagstarken Kampf ging Díaz in der neunten Runde zweimal zu Boden und wurde schließlich vom Ringrichter aus dem Kampf genommen. Zu diesem Zeitpunkt stand es nach Punkten ausgeglichen. So hatte ein Punktrichter den Kampf bis dahin als unentschieden sowie jeweils ein Richter den Kampf für Díaz und Márquez gewertet. Der Kampf wurde von The Ring und der Boxing Writers Association of America jeweils zum „Kampf des Jahres“ gewählt.
Im August 2009 gewann er nach Punkten gegen Paul Malignaggi (26-2), verlor jedoch den Rückkampf knapp dreieinhalb Monate später selbst nach Punkten. Am 31. Juli 2010 kämpfte er in Las Vegas erneut gegen Juan Márquez um die WM-Titel der WBA und WBO, unterlag jedoch einstimmig nach Punkten.